# Ngôn ngữ nổi bật chủ đề
Ngôn ngữ nổi bật chủ đề (tiếng Anh: topic-prominent language) là ngôn ngữ có cú pháp được tổ chức để cường điệu cấu trúc đề–thuyết của câu. Thuật ngữ này được biết đến nhiều nhất trong 'ngành ngôn ngữ học Mỹ' từ Charles N. Li và Sandra Thompson, họ là những người chỉ rõ sự khác biệt của các ngôn ngữ nổi bật chủ đề (như tiếng Hàn và tiếng Nhật) với các ngôn ngữ nổi bật chủ ngữ (như tiếng Anh).
Theo quan điểm của Li và Thompson (1976), các 'ngôn ngữ nổi bật chủ đề' có hình thái hoặc cú pháp làm nổi bật sự khác biệt giữa phần đề và phần thuyết (những gì được nói về phần đề đấy). Cấu trúc đề-thuyết có thể mang tính độc lập với thứ tự cú pháp của chủ ngữ, động từ và tân ngữ.

## Đặc trưng chung
Nhiều 'ngôn ngữ nổi bật chủ đề' có chung một số đặc trưng cú pháp, các đặc trưng đó đã nảy sinh do các ngôn ngữ đấy có các câu được cấu trúc xoay quanh chủ đề, thay vì xoay quanh chủ ngữ và tân ngữ:
- Chúng có xu hướng hạ thấp vai trò của thể bị động [en] cho dù 'cấu trúc câu bị động' có tồn tại đi chăng nữa, vì ý tưởng chính của 'sự bị động hóa' là để biến một tân ngữ thành một chủ ngữ trong các ngôn ngữ có chủ ngữ được mặc định hiểu là chủ đề.
- Chúng hiếm khi có từ chêm [en] (expletive) hoặc "chủ ngữ giả" (đại từ trùng ngữ [en]) như "it" trong câu "it's raining" của tiếng Anh.
- Chúng hay có những câu với thứ gọi là "chủ ngữ kép", thực ra là một chủ đề cộng với một chủ ngữ. Ví dụ, các mẫu câu sau đây mang tính phổ biến trong các ngôn ngữ nổi bật chủ đề:

Quan thoại
這個人　個子　很高。 {\displaystyle \equiv _{\text{Giản thể}}} 这个人　个子　很高。
zhège rén gèzi hěn gāo
"Người này [thì] (chủ đề) vóc dáng (chủ ngữ) cao."
Tiếng Nhật
そのヤシは　葉っぱが　大きい。
sono yashi-wa happa-ga ookii
"Cây dừa đó thì (chủ đề) lá (chủ ngữ) lớn."
- Chúng không có quán từ [en]/mạo từ (article) – một cách khác để chỉ thị 'thông tin cũ' đối 'thông tin mới'.
- Sự khu biệt giữa chủ ngữ và tân ngữ không được đánh dấu một cách rành mạch.

Ngôn ngữ Lisu thuộc nhóm Lô Lô-Miến đã được mô tả là rất nổi bật chủ đề, và Sara Rosen đã diễn giải rằng "trong khi mọi tiểu cú (clause) đều có một chủ đề khả nhận dạng, thì chuyện khu biệt chủ ngữ khỏi 'tân ngữ trực tiếp' hoặc khu biệt 'tác thể' khỏi 'bị thể' thì thường là điều bất khả thi. Không có phép chẩn đoán nào để nhận diện chủ ngữ (hoặc tân ngữ) một cách rành mạch trong tiếng Lisu." Sự mơ hồ này được diễn giải trong ví dụ sau: 
| làthyu                       | nya             | ánà | khù | -a                  |
| người                        | (chỉ tố chủ đề) | chó | cắn | (chỉ tố trần thuật) |
| a. "Người thì [họ] cắn chó." |                 |     |     |                     |
| b. "Người thì chó cắn [họ]." |                 |     |     |                     |

## Ví dụ
Ví dụ về các 'ngôn ngữ nổi bật chủ đề' bao gồm các ngôn ngữ Đông Á như Tiếng Trung, Tiếng Nhật, Tiếng Hàn, Tiếng Việt, Tiếng Mã Lai, Tiếng Thổ Nhĩ Kỳ, Tiếng Indonesia, Tiếng Anh Singapore và Tiếng Anh Malaysia. Tiếng Hungary, Tiếng Somali và một số ngôn ngữ bản địa châu Mỹ như các ngôn ngữ Sioux cũng đều mang tính nổi bật chủ đề. Các nghiên cứu ngôn ngữ học hiện đại đã chỉ ra rằng Tiếng Bồ Đào Nha Brazil là một ngôn ngữ nổi bật chủ đề hoặc nổi bật chủ đề và chủ ngữ (xem tiếng Bồ Đào Nha Brasil#Ngôn ngữ nổi bật chủ đề). Ngôn ngữ ký hiệu của Mỹ cũng được coi là mang tính nổi bật chủ đề.

### Tiếng Việt
| Ngôi trường đấy thì           | sân     | rộng. |
| chủ đề                        | chủ ngữ |       |
| Sân của ngôi trường đấy rộng. |         |       |

| Chuối thì        | tôi             | sẽ | ăn |
| chủ đề/bị thể    | chủ ngữ/tác thể |    |    |
| Tôi sẽ ăn chuối. |                 |    |    |

### Tiếng Trung Quan Thoại
| 張三 | 我                                             | 已經                                           | 見過                                           | 了。                                           | → | Trật tự thông dụng*: | 我                              | 已經                            | 見過                            | 張三                            | 了。                            |
| Zhāng Sān | wǒ                                             | yǐjing                                         | jiàn-guò                                       | le                                             |   |                      | wǒ                              | yǐjing                          | jiàn-guò                        | Zhāng Sān                       | le                              |
| Zhāng Sān | tôi                                            | đã                                             | thấy-exp                                       | res                                            |   |                      | Tôi                             | đã                              | thấy-exp                        | Zhāng Sān                       | res                             |
| chủ đề | chủ ngữ                                        |                                                | thể nghiệm                                     | kết quả                                        |   |                      | chủ ngữ                         |                                 | thể nghiệm                      | tân ngữ                         | kết quả                         |
| Zhang San [thì] tôi đã từng thấy [cậu ấy] rồi. | Zhang San [thì] tôi đã từng thấy [cậu ấy] rồi. | Zhang San [thì] tôi đã từng thấy [cậu ấy] rồi. | Zhang San [thì] tôi đã từng thấy [cậu ấy] rồi. | Zhang San [thì] tôi đã từng thấy [cậu ấy] rồi. |   |                      | Tôi đã từng thấy Zhang San rồi. | Tôi đã từng thấy Zhang San rồi. | Tôi đã từng thấy Zhang San rồi. | Tôi đã từng thấy Zhang San rồi. | Tôi đã từng thấy Zhang San rồi. |
| *Ghi chú: Các câu Tiếng Trung Quan thoại thì có trật tự đa phần là SVO (Chủ-Vị-Tân), nhưng ngôn ngữ này cho phép tân ngữ được đôn lên làm chủ đề trong câu, dẫn đến kết quả vẻ ngoài thì như là trật tự OSV (Tân-Chủ-Vị) |                                                |                                                |                                                |                                                |   |                      |                                 |                                 |                                 |                                 |                                 |

### Tiếng Nhật
| 魚は                                                         | 鯛が        | おいしい。  |
| sakana-wa                                                    | tai-ga      | oishi-i     |
| cá-top                                                       | cá tráp-nom | ngon-npst   |
| chủ đề                                                       | chủ ngữ     | phi quá khứ |
| [Nói về] cá thì cá tráp ngon. / Cá tráp là một loại cá ngon. |             |             |

### Tiếng Lakota
| Miye | ṡuŋkawaḱaŋ eya                        | owiċabluspe                                                             | yelo.                         |
| 'chính là tôi'-1sg                                                                                                  | ngựa det.pl                           | bắt-3pl.und-1sg.act-bắt                                                 | decl.male                     |
| 'số ít' ngôi thứ nhất                                                                                               | "danh từ" + "'hạn định ngữ' số nhiều" | "'số nhiều ngôi thứ 3' vai bị động", "'số ít ngôi thứ 1' chủ động thái" | 'ngữ khí trần thuật' nam giới |
| [Với] tôi [thì] vài con ngựa: tôi đã bắt chúng. → Chính là tôi người đã bắt vài con ngựa (Tôi đã bắt vài con ngựa.) |                                       |                                                                         |                               |

### Tiếng Thổ Nhĩ Kỳ
| Seni                                                          | yarın    | yine        | göreceğim.                         |
| you-acc                                                       | ngày mai | lại lần nữa | gặp-fut-1sg                        |
| đối cách                                                      |          |             | thì tương lai, số ít ngôi thứ nhất |
| Cậu [thì] ngày mai lại sẽ gặp. → Tôi sẽ lại gặp cậu ngày mai. |          |             |                                    |